# Etyiidae
Etyiidae is een uitgestorven familie van de superfamilie Dromioidea uit de infraorde krabben en omvat volgende geslachten:
- Caloxanthus  †  A. Milne-Edwards, 1864
- Etyus  †  Mantell, 1822
- Etyxanthosia  †  Fraaije, Van Bakel, Jagt & Artal, 2008
- Feldmannia  †  Guinot & Tavares, 2001
- Guinotosia  †  Beschin, Busulini, De Angeli & Tessier, 2007
- Sharnia  †  Collins & Saward, 2006
- Xanthosia  †  Bell, 1863